# 엘머 싱글턴
버트 엘머 싱글턴(영어: Bert Elmer Singleton, 1918년 6월 26일~1996년 1월 5일)는 미국의 프로 야구 선수로, 포지션은 투수였다. 통산 8시즌 동안 메이저 리그 베이스볼(MLB)의 보스턴 브레이브스, 피츠버그 파이리츠, 워싱턴 세너터스, 시카고 컵스에서 뛰었다.